# Pseudocyphelle

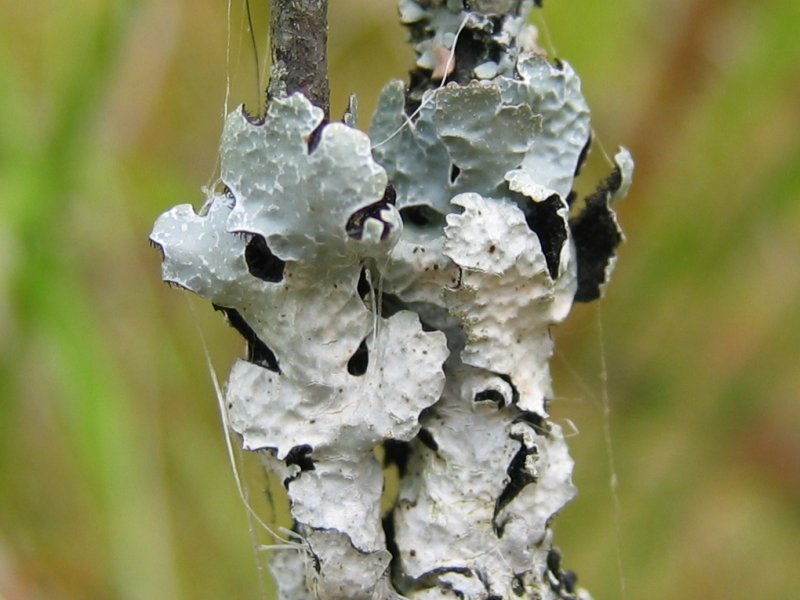
Parmelia sulcata mit strichförmigen, helleren, etwas erhabenen Pseudocyphellen

Pseudocyphelle ist ein Begriff aus der Flechtenkunde (Lichenologie). 
Pseudocyphellen sind dem Gasaustausch dienende, kleine, punkt- bis strichförmige Durchbrechungen der Rinde eines Flechtenthallus. Da hier das Mark durchscheint, erscheinen sie hell. Sie sind typisch beispielsweise für manche Vertreter der Gattungen Bryoria, Parmelia oder Pseudocyphellaria.